# علم وشعار جزر بيتكيرن
شعار جزر بيتكيرن هو الشعار الرسمي لهذا الإقليم البريطاني ما وراء البحار وقد اعتمد بموجب أمر ملكي في 4 نوفمبر 1969. أما علم جزر بيتكيرن فهو راية اتحاد زرقاء يتوسطها الشعار اعتمد رسميًا في 2 أبريل 1984.

## شعار النبالة
يتضمن شعار النبالة لجزر بيتكيرن مجموعة من الرموز التي تعكس تاريخ وثقافة أسلاف سكان الجزر الذين ينحدر معظمهم من البحارة المتمردين على أتش أم أس Bounty عام 1789. يرمز اللون الأزرق والأصفر والأخضر في الدرع إلى الجزيرة بيتكيرن وتمثل المرساة المتمردين ويمثل الكتاب المقدس المسيحية ديانة المتمردين. يحيط بالدرع إكليل أخضر ذهبي، ويتوجه خوذة تعلوها عربة يدوية وشجرة زلة ميلو المحلية في إشارة إلى أهمية الزراعة للمستوطنين الأوائل. كما ترمز الشجرة إلى الخشب المستخدم في صناعة الهدايا التذكارية.

## العلم
أما العلم فهو راية اتحاد زرقاء عليها شعار الجزيرة. اقترح مجلس الجزيرة هذا التصميم في ديسمبر 1980 وتمت الموافقة عليه في 2 أبريل 1984. رُفع العلم أثناء زيارة الحاكم آنذاك، السير ريتشارد ستراتون في مايو 1984.

## المعرض

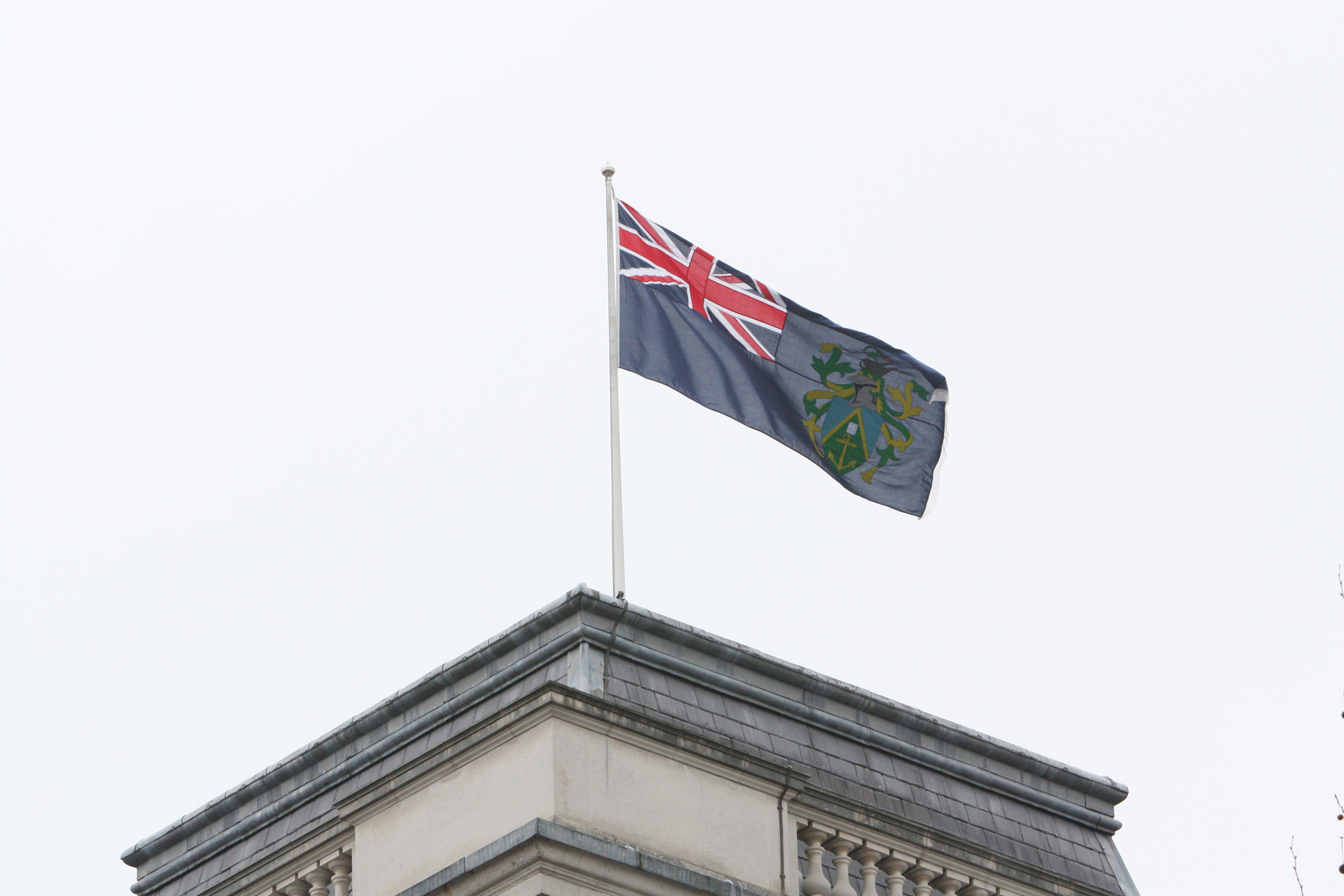
العلم مرفوع على وزارة الخارجية وشؤون الكومنولث والتنمية في لندن بتاريخ 23 يناير 2013
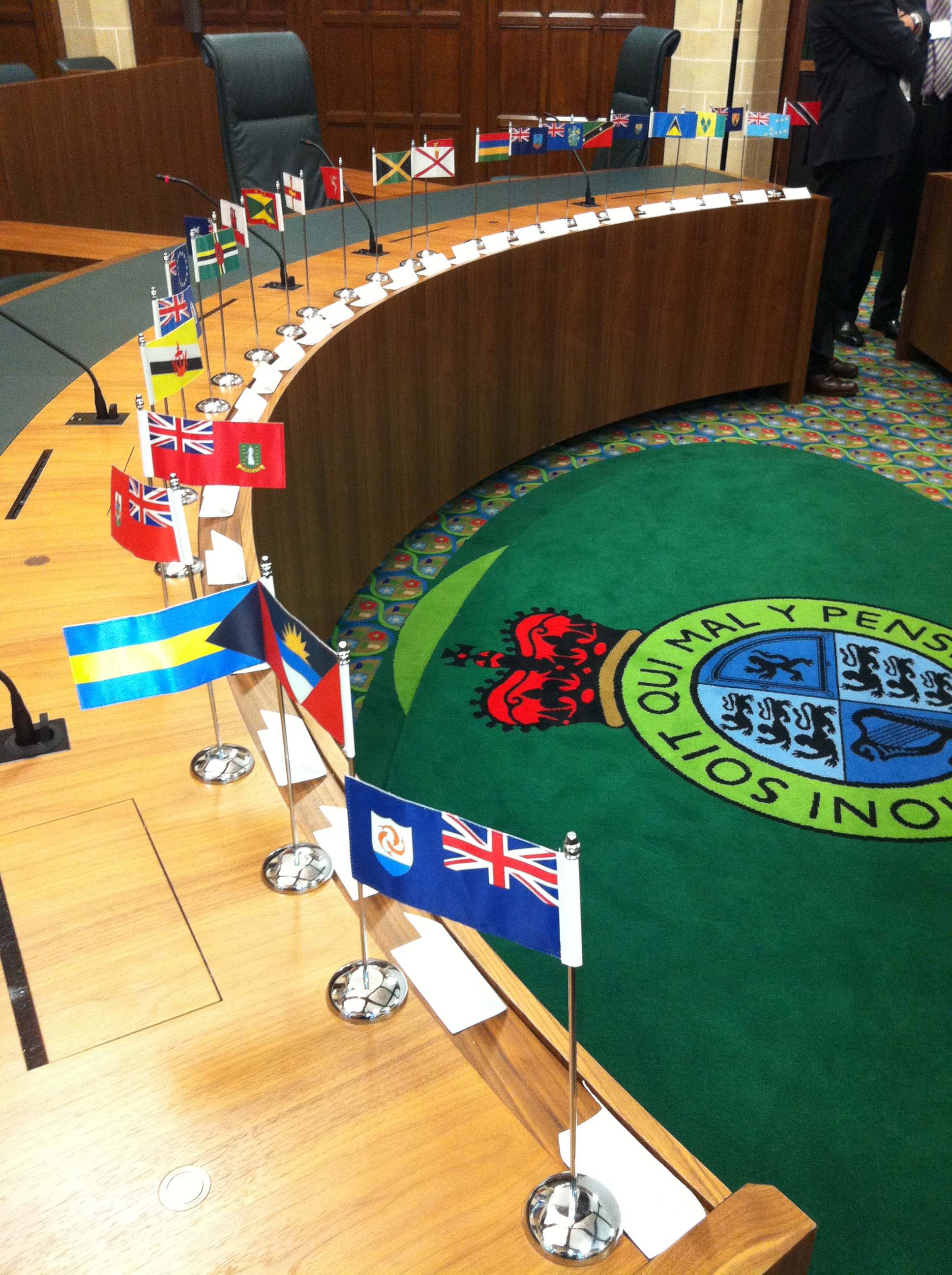
علم جزر بيتكيرن (السابع من الخلف) في المحكمة 3 التابعة للجنة القضائية لمجلس الملكة الخاص

## ثبت المراجع
- Weekes، Nick (2008). Colonial Flag Badges — Chronology (PDF). United Kingdom: Flag Institute. مؤرشف من الأصل (PDF) في 2024-08-14.
- Devereux، Eve (1992). Flags of the World. Avenel, New Jersey: Flag Institute. ISBN:0517073161.

## روابط خارجية
- علم الجزيرة في معهد الرايات.